# Projet Moby Dick

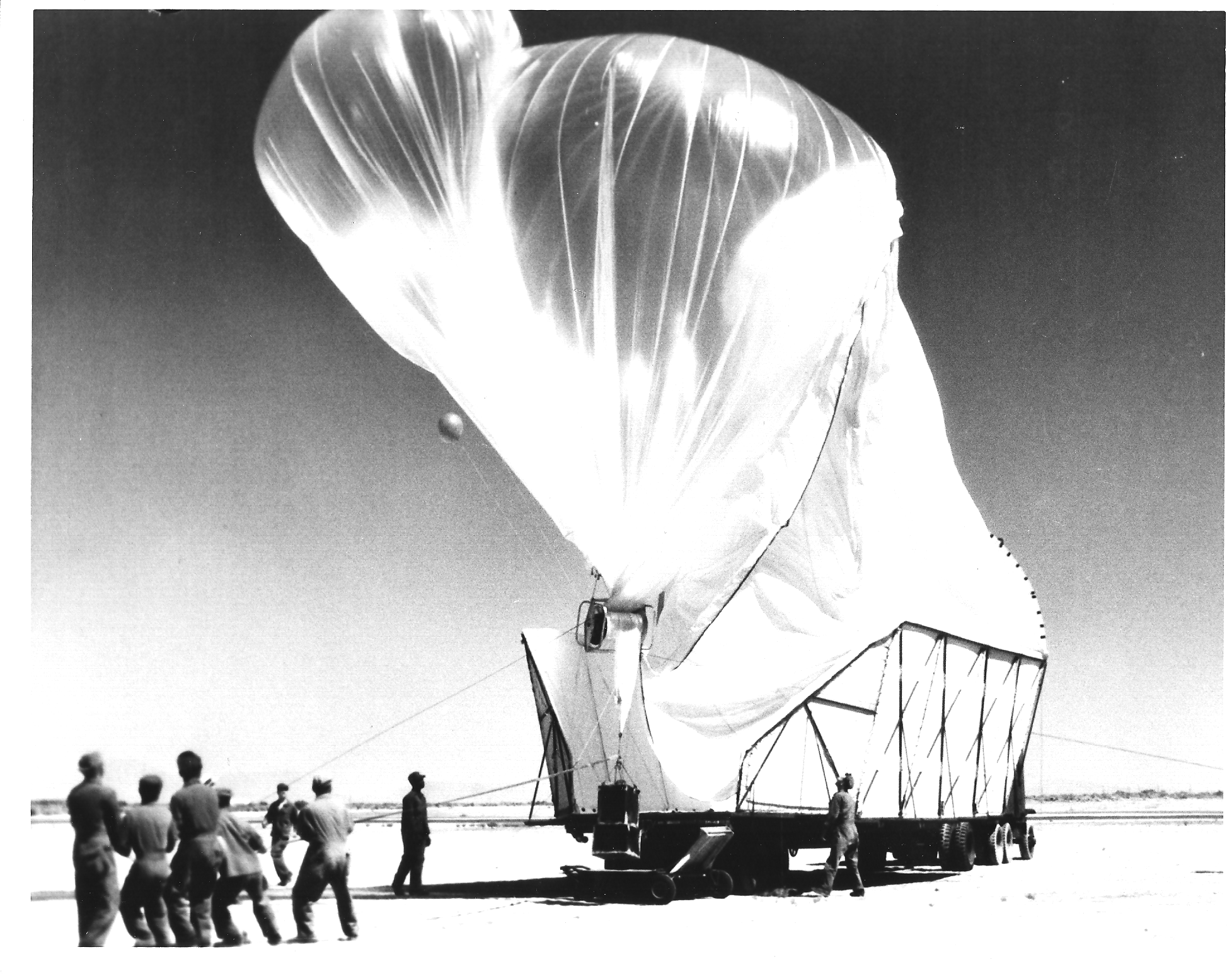
Lancement d'un ballon dans le cadre du projet Moby Dick depuis la base d'Holloman, au Nouveau-Mexique.

Le Projet Moby Dick ou projet 119L était une opération de reconnaissance durant la guerre froide de l’armée de l’air américaine dans laquelle de grands ballons embarquaient des caméras puis survolaient l'Union soviétique.

## Contexte
Les ballons d'espionnage étaient destinés à photographier les sites sensibles soviétiques. Ils devaient soit rester dans l'air ou tomber dans la mer du Japon jusqu'à ce qu'un équipage de C-119 Flying Boxcar ou d’un navire de la marine les récupère,.
Le projet provoqua une dispute entre les forces américaines et soviétiques, lorsque les Soviétiques découvrirent ce qu'ils pensaient être (avec raison) les restes d'une caméra espion américaine en février 1956. D'autres projets de reconnaissance à partir de ballons incluent les projets Skyhook, Mogul, Grandson, et Genetrix.
Le projet Moby Dick, mené antérieurement, utilisait des ballons beaucoup plus petits lancés à partir de ce qui a été appelé une « roulotte » (montré sur la photo). Leurs charges étaient ensuite suivies au-dessus de la zone continentale des États-Unis pour cartographier et étudier les trajectoires du vent à haute altitude.